# Rumburk
Rumburk (en allemand : Rumburg) est une ville du district de Děčín, dans la région d'Ústí nad Labem, en Tchéquie. Sa population s'élevait à 10 937 habitants en 2023.

## Géographie
Rumburk se trouve tout près de la frontière allemande, à 19 km à l'ouest-nord-ouest de Zittau (Allemagne), à 32 km au nord-est de Děčín, à 49 km au nord-est d'Ústí nad Labem et à 99 km au nord de Prague.
La commune est limitée par Šluknov et Jiříkov au nord, par l'Allemagne à l'est, par Varnsdorf et Krásná Lípa au sud, et par Staré Křečany à l'ouest.

## Histoire
La fondation de la localité remonterait à 1298.

## Population
Recensements (*) ou estimations de la population :
| 1818  | 1830  | 1850   | 1869*  | 1880*  | 1890*  | 1900*  |
| ----- | ----- | ------ | ------ | ------ | ------ | ------ |
| 6 426 | 7 397 | 11 461 | 13 204 | 14 481 | 14 602 | 15 911 |

| 1910*  | 1921*  | 1930*  | 1950* | 1961* | 1970* | 1980*  |
| ------ | ------ | ------ | ----- | ----- | ----- | ------ |
| 16 397 | 14 041 | 15 738 | 9 300 | 9 459 | 9 095 | 10 255 |

| 1991*  | 2001*  | 2011*  | 2013   | 2014   | 2015   | 2016   |
| ------ | ------ | ------ | ------ | ------ | ------ | ------ |
| 10 789 | 11 024 | 10 770 | 11 147 | 11 155 | 11 200 | 11 179 |

| 2017   | 2018   | 2019   | 2020   | 2021*  | 2022   | 2023   |
| ------ | ------ | ------ | ------ | ------ | ------ | ------ |
| 11 095 | 11 094 | 11 082 | 11 036 | 10 381 | 10 679 | 10 937 |

## Administration
La commune se compose de trois sections :
- Dolní Křečany
- Horní Jindřichov
- Rumburk

## Transports
Par la route, Rumburk se trouve  à 8 km de Varnsdorf, à 41 km de Děčín, à 64 km d'Ústí nad Labem et à 127 km de Prague.